# Troy Donahue
Troy Donahue, nome artístico de Merle Johnson Jr. (Nova Iorque, 27 de janeiro de 1936 — Santa Monica, 2 de setembro de 2001) foi um ator estadunidense. Foi um ídolo adolescente no final da anos 1950 e início dos anos 1960.
Estudou jornalismo na Universidade de Columbia. Estreou no cinema em The Monolith Monsters e Man Afraid, de 1957, mas seu nome não constou dos créditos.
Estrelou Monster on the Campus, Live Fast, Die Young e The Tarnished Angels, todos filmes de 1958. Contracenou com Sandra Dee, sua amiga e também ídolo teen, no filme A Summer Place, de 1959.
Donahue estrelou com Van Williams, de 1960 a 1962, a série televisiva Surfside 6, da ABC, filmada em Miami, na Florida. Depois de Surfside 6, Donahue juntou-se ao elenco de Hawaiian Eye, em sua última temporada (1962-1963), no papel de Philip Barton.
Assinou contrato com a Warner Bros. e atuou, sempre como protagonista, em muitos filmes de sucesso na época, como Rome Adventure e A Distant Trumpet, co-estrelados por Suzanne Pleshette, com quem se casou em 1964 e se divorciou no mesmo ano.
Após ter atuado em My Blood Runs Cold, de 1965, o contrato de Troy Donahue com a Warner Bros. terminou. Encontrou dificuldade para conseguir novos papéis e enfrentou problemas com drogas e alcoolismo.
Casou novamente em 1966, na Irlanda, com a atriz Valerie Pamela Allen, mas eles se divorciaram em 1968. Em 1970 participou da soap-opera The Secret Storm. Em 1974 fez parte do elenco de The Godfather Part II, como o noivo de Connie Corleone, e seu personagem se chamava Merle Johnson, seu nome real.
Outros filmes destacados em sua carreira foram Parrish (1961), com Claudette Colbert; The Perfect Furlough (1958), dirigido por Blake Edwards; Imitation of Life (1959), de Douglas Sirk, com Lana Turner; Jules Verne's Rocket to the Moon (1967); e Cry-Baby (1990), de John Waters, com Johnny Depp, entre outros.
Troy Donahue viveu os últimos anos de sua vida com a noiva, a mezzo-soprano Zheng Cao. Morreu em razão de um ataque do coração, aos 65 anos de idade.